# Gunnar Strömmer
Gunnar Sören Folke Strömmer, né le 19 septembre 1972 à Örnsköldsvik (Suède), est un homme politique suédois membre du Parti modéré de rassemblement. Il est ministre de la Justice au sein du gouvernement Kristersson à partir d'octobre 2022,. 
Avocat de profession, Strömmer est membre du conseil exécutif du Parti modéré de 2015 à 2017, puis secrétaire du parti de 2017 à 2022. Avant cela, il travaille comme avocat au sein du cabinet d'avocats Gernandt & Danielsson à Stockholm et comme directeur de l'organisation à but non lucratif Centrum för rättvisa. Il est président de la Moderate Youth League, le mouvement de jeunesse du Parti modéré, de 1998 à 2000.
En 2013, il est nommé « Suédois de l'année » par le magazine Fokus. 